# Lafayette Libânio
Dom Lafayette Libânio (Pouso Alegre, 1 de outubro de 1886 — São José do Rio Preto, 28 de julho de 1979) foi um bispo católico brasileiro, foi o primeiro da Diocese de São José do Rio Preto.